# Merulina ampliata
Merulina ampliata is een rifkoralensoort uit de familie van de Merulinidae. De wetenschappelijke naam van de soort is voor het eerst geldig gepubliceerd in 1786 door Ellis & Solander.